# Nevesinje
Nevesinje (Невесиње), in italiano anche Nevesigne, è un comune della Repubblica Serba di Bosnia ed Erzegovina con 13.758 abitanti al censimento 2013.

## Località
Il comune è formato dall'insieme delle seguenti 56 località:
Batkovići, Bežđeđe, Biograd, Bojišta, Borovčići, Bratač, Budisavlje, Donja Bijenja, Donji Drežanj, Donji Lukavac, Dramiševo, Gaj, Gornja Bijenja, Gornji Drežanj, Gornji Lukavac, Grabovica, Hrušta, Humčani, Jasena, Jugovići, Kifino Selo, Kljen, Kljuna, Kovačići, Krekovi, Kruševljani, Lakat, Luka, Miljevac, Nevesinje, Odžak, Plužine, Podgrađe, Postoljani, Presjeka, Pridvorci, Prkovići, Rabina, Rast, Rilja, Rogače, Seljani, Slato, Sopilja, Studenci, Šehovina, Šipačno, Trtine, Trusina, Udrežnje, Zaborani, Zalom, Zalužje, Zovi Do, Žiljevo, Žuberin e Žulja.
Dista 36 km da Mostar alla quale è collegato dal 1973 con una strada principale.
Il territorio, di tipo dinarico, è caratterizzato dalla presenza di due montagne: dal monte Velež sul lato Nord-occidentale, dal monte Crvanj sul lato Nord-orientale.